# Mafia Commission Trial
Der Mafia Commission Trial (deutsch Mafiakommissionsprozess) war ein großangelegter Strafprozess gegen führende italoamerikanische Mafiosi aus New York City, USA der zwischen dem 25. Februar 1985 und dem 19. November 1986 stattfand. Unter „Mafia Commission“ versteht man den obersten Exekutivrat der US-amerikanischen Cosa Nostra, der sich hauptsächlich aus den Bossen, der Fünf New Yorker Mafia-Familien und des Chicago Outfit zusammensetzt und als "Vorsitz" des National Crime Syndicates gilt.
Das Beweismaterial war im Wesentlichen von der amerikanischen Bundespolizei F.B.I. gesammelt worden. Zu den Angeklagten gehörten die führenden Köpfe der New Yorker Mafia und die Anklagepunkte umfassten: Schutzgelderpressung, Labor-Racketeering (Unterwanderung von Gewerkschaften) und Auftragsmord. Chefankläger war der Staatsanwalt Rudy Giuliani.
Das Time Magazine nannte den Prozess den Fall der Fälle und zitierte das Eröffnungsplädoyer des Staatsanwaltes Giuliani, der von dem Ziel sprach, „die fünf Familien auszulöschen“.

## Angeklagte
Angeklagt waren die Familien-Bosse:
- Paul „Big Paul“ Castellano, Boss der Gambino-Familie
- Anthony „Fat Tony“ Salerno, Boss der Genovese-Familie
- Carmine „Junior“ Persico, Boss der Colombo-Familie
- Anthony „Tony Ducks“ Corallo, Boss der Lucchese-Familie
- Philip „Rusty“ Rastelli, Boss der Bonanno-Familie,

sowie deren Stellvertreter („Underboss“), „Consigliere“ bzw. „Soldati“:
- Aniello „Mr. Neil“ Dellacroce, Gambino-Underboss
- Gennaro „Gerry Lang“ Langella, Colombo-Underboss bzw. Acting Boss
- Salvatore „Tom Mix“ Santoro, Lucchese-Underboss
- Christopher „Christy Tick“ Furnari, Lucchese-Consigliere
- Ralph „Ralphie“ Scopo, Colombo-Soldato,
- Anthony „Bruno“ Indelicato, Bonanno-Soldato.

Philip Rastelli wurde getrennt angeklagt, Aniello Dellacroce starb am 2. Dezember 1985 und Paul Castellano wurde zwei Wochen später unter der Führung John Gottis ermordet. Die verbleibenden acht Angeklagten wurden in allen 151 Anklagepunkten für schuldig befunden und am 13. Januar 1986 verurteilt.

## Hintergrund
Dem F.B.I. war es gelungen, mithilfe von verdeckten Abhörmaßnahmen und Informanten umfangreiches Beweismaterial zusammenzutragen. Häuser, Geschäftsräume und Fahrzeuge der Bosse konnten so verwanzt werden. Eine der Wanzen befand sich z. B. direkt im Haus des Gambino-Chefs Paul "Big Paul" Castellano. Eine weitere konnte im Jaguar des Lucchese-Chefs Anthony "Tony Ducks" Corallo platziert werden. Corallos Capo Salvatore „Sal“ Avellino, Jr. fungierte auch als Fahrer des Jaguars, so dass alle geschäftlichen Gespräche im Wagen abgehört werden konnte. Dadurch gelang es dem F.B.I., Gespräche über Schutzgelderpressung, illegales Glücksspiel, Labor Racketeering etc. zu sammeln. Das FBI erfuhr so z. B., dass die fünf Familien alle Zementgeschäfte in New York ab einem Wert von $ 2.000.000 kontrollierten.

### Urteile
Am 13. Januar wurde die Urteile verkündet: Alle Bosse und Ralph Scopo erhielten 100 Jahre Freiheitsentzug. Anthony Indelicato wurde zu 45 Jahren Freiheitsentzug verurteilt.

### Aktueller Status
Der Status der Verurteilten:
| Angeklagter                        | Position innerhalb der Mafia      | Status/Haftanstalt                   | Todesdatum/- ort                     |
| ---------------------------------- | --------------------------------- | ------------------------------------ | ------------------------------------ |
| Anthony „Fat Tony“ Salerno         | Boss, Genovese-Familie            | Verstorben                           | 27. Juli 1992, MCFP Springfield      |
| Antonio „Tony Ducks“ Corallo       | Boss, Lucchese-Familie            | Verstorben                           | 23. Juli 2000, MCFP Springfield      |
| Salvatore „Tom Mix“ Santoro        | Underboss, Lucchese-Familie       | Verstorben                           | 2000                                 |
| Christopher „Christy Tick“ Furnari | Consigliere, Lucchese-Familie     | FCI Allenwood, Medium                |                                      |
| Carmine "Junior" Persico           | Boss, Colombo-Familie             | Verstorben                           | 7. März 2019, Durham, North Carolina |
| Gennaro „Jerry Lang“ Langella      | Acting Underboss, Colombo-Familie | USP Atlanta                          |                                      |
| Ralph „Ralphie“ Scopo              | Soldato, Colombo-Familie          | Verstorben                           | 1993                                 |
| Anthony „Bruno“ Indelicato         | Soldato, Bonanno-Familie          | FCI Fort Dix (siehe Bemerkung unten) |                                      |

Indelicato saß 13 Jahre und wurde 2000 begnadigt, musste aber bereits 2001 wieder in Haft, weil er gegen Bewährungsauflagen verstoßen hatte. 2008 wurde er dann wegen Mordes an Frank Santoro zu 20 Jahren Haft verurteilt.

## Folgen
Der für die Staatsanwaltschaft erfolgreich verlaufene Prozess erhöhte die Popularität Rudy Giulianis und nutzte ihm im Wahlkampf um das Amt des Bürgermeisters von New York City 1989.
Der Verfolgungsdruck auf die führenden Kräfte war mit diesem „Mafia Commission Trial“ nicht beendet. 1987 wurde Salerno auf Grundlage des RICO Acts erneut vorgeladen, um die Korruption zwischen Mafiosi und Gewerkschaftern zu behandeln.

„Die Anklage der Cosa-Nostra-Prozesse von Manhattan im Sommer 1987 wirft dem Boss der kriminellen Familie der Genovese, Anthony Salerno, vor, daß er und seine Leute die Wahl von [Jackie] Presser manipuliert haben (IHT. 3. Juni 1987). Drei Monate vorher hatten die Ermittler der Polizei den 72jährigen und kranken Vorgänger Pressers, Roy L. Williams, in der Krankenabteilung des Staatsgefängnisses von Springfield/Missouri einvernommen und von ihm Details erfahren.“